# Palpita brevimarginata
Palpita brevimarginata es una especie de polillas de la familia Crambidae descrita por Anthonie Johannes Theodorus Janse en 1924.
Se encuentra en la isla de Ceram en Indonesia.